# 서부역
서부역(西部驛)은 철도역에서 철로를 기준으로 서쪽에 위치한 역 건물을 말한다. 보통 본역이 동쪽에 위치하고 있을 때 사용된다.
본역과 서부역은 주로 철도 위를 횡단하는 육교나 지하도로 연결되어 있지만, 철로 위에 선상역사 또는 민자역사가 올려지면서 출구가 동과 서로 나뉜 경우에도 서부역이라는 표현을 사용하기도 한다.

## 서부역이 있는 역
- 서울역
- 용산역
- 수원역
- 평택역
- 천안역

## 같이 보기
- 동부역
- 남부역
- 북부역